# Imagine (программа)
Imagine (произносится «имэ́джин») — программа для просмотра изображений и анимации для Windows. Особенность программы — малый размер.

## Поддерживаемые форматы
ANI, ANM (Deluxe Paint Animation), BMP, CorelDRAW (CDR, CDT, PAT, CMX), CUR, DCX, DDS, EMF, GIF, ICL, ICO, JPG (JPE, JPEG), MacPaint, MNG, PBM, PCD, PCX, PGM, PIC, CEL, PNG, PPM, PSD, PSP (Paint Shop Pro image), RAS, RLA, RLE, SGI (RGB, BW), SPR (Pro Motion Animation), TGA, TIFF, WBMP, WPG (WordPerfect Graphic), WMF, XBM, XCF, XPM.

## Возможности
- Показ информации об изображении/анимации.
- Отображение информации EXIF.
- Отображение прозрачности.
- Извлечение кадров из анимации.
- Экспорт анимации (GIF/AVI/Flic/Pro Motion Animation).
- Различные графические эффекты (Flip, оттенки серого, негативы, выбор глубины цвета, swap colors, вращение, масштабирование, фильтр эффектов, редактирование палитры, и т. д.).
- Много настроек.
- Поддержка плагинов.
- Многоязычный интерфейс.
- Поддержка Юникода.
- Интеграция в проводник (интеграция с Windows Explorer, показ эскизов).
- Интеграция в Total Commander (Lister plug-in).
- Пакетная обработка файлов.
- Преобразование файловых форматов.
- Просмотр архивов ZIP, RAR, 7Z и других.